# Yanis David
Yanis Esméralda David (Les Abymes, 12 dicembre 1997) è una triplista e lunghista francese, originaria della Guadalupa.

## Biografia
Nata e cresciuta in Guadalupa, dove ha mosso il primo interesse per l'atletica leggera, nel 2015 viene convocata dall'Università della Florida, aggiudicandosi il trofeo Honda Sport nel 2019.
A livello internazionale compete con il tricolore francese alle maggiori competizioni europee e mondiali.

## Palmarès
| Anno                              | Manifestazione            | Sede           | Evento         | Risultato | Prestazione | Note                          |
| --------------------------------- | ------------------------- | -------------- | -------------- | --------- | ----------- | ----------------------------- |
| In rappresentanza della Guadalupa |                           |                |                |           |             |                               |
| 2011                              | Giochi CARIFTA U17        | Montego Bay    | Salto triplo   | Oro       | 11,78 m     |                               |
| 2012                              | Giochi CARIFTA U17        | Hamilton       | Salto in lungo | 4ª        | 5,75 m      |                               |
| 2012                              | Giochi CARIFTA U17        | Hamilton       | Salto triplo   | Oro       | 12,73 m     |                               |
| 2013                              | Giochi CARIFTA U17        | Nassau         | Salto in lungo | 5ª        | 5,58 m      |                               |
| 2013                              | Giochi CARIFTA U17        | Nassau         | Salto triplo   | Oro       | 12,52 m     |                               |
| 2014                              | Giochi CARIFTA U20        | Fort-de-France | Salto in lungo | Oro       | 6,24 m      |                               |
| 2014                              | Giochi CARIFTA U20        | Fort-de-France | Salto triplo   | Oro       | 13,10 m     |                               |
| 2015                              | Giochi CARIFTA U20        | Basseterre     | Salto in lungo | 5ª        | 5,90 m      |                               |
| 2015                              | Giochi CARIFTA U20        | Basseterre     | Salto triplo   | Argento   | 13,65 m     |                               |
| 2016                              | Giochi CARIFTA U20        | Saint George's | Salto in lungo | Oro       | 6,48 m      |                               |
| 2016                              | Giochi CARIFTA U20        | Saint George's | Salto triplo   | Oro       | 13,13 m     |                               |
| In rappresentanza della Francia   |                           |                |                |           |             |                               |
| 2014                              | Giochi olimpici giovanili | Nanchino       | Salto triplo   | Oro       | 13,33 m     | Miglior prestazione personale |
| 2015                              | Europei juniores          | Eskilstuna     | Salto triplo   | 6ª        | 12,85 m     |                               |
| 2016                              | Mondiali juniores         | Bydgoszcz      | Salto in lungo | Oro       | 6,42 m      |                               |
| 2016                              | Mondiali juniores         | Bydgoszcz      | Salto triplo   | 10ª       | 12,97 m     |                               |
| 2017                              | Europei under 23          | Bydgoszcz      | Salto in lungo | Oro       | 6,56 m      |                               |
| 2017                              | Europei under 23          | Bydgoszcz      | Salto triplo   | 4ª        | 13,78 m     |                               |
| 2017                              | Giochi del Mediterraneo   | Tarragona      | Salto in lungo | 11ª       | 6,26 m      |                               |
| 2017                              | Giochi del Mediterraneo   | Tarragona      | Salto triplo   | Oro       | 14,15 m     |                               |
| 2019                              | Europei under 23          | Gävle          | Salto in lungo | 21ª (q)   | 5,82 m      |                               |
| 2019                              | Mondiali                  | Doha           | Salto in lungo | 20ª (q)   | 6,46 m      |                               |
| 2019                              | Mondiali                  | Doha           | Salto triplo   | dns       | dns         |                               |
| 2021                              | Giochi olimpici           | Tokyo          | Salto in lungo | 23ª (q)   | 6,27 m      |                               |
| 2022                              | Europei                   | Monaco         | Salto in lungo | 8ª        | 6,51 m      |                               |